# Ian Glavinovich
Ian Glavinovich (Elortondo, Argentina; 27 de octubre de 2001) es un futbolista argentino. Juega de defensa y su equipo actual es el Philadelphia Union de la Major League Soccer, a préstamo desde Newell's Old Boys.

## Trayectoria
Glavinovich entró a las inferiores de Newell's Old Boys en 2017 proveniente del Peñarol de Elortondo. Debutó en el primer equipo de Newell's en agosto de 2022 ante Godoy Cruz en la Primera División, ese mismo año, el defensor firmó su primer contrato con el club.
En diciembre de 2024, Glavinovich fue cedido al Philadelphia Union de la Major League Soccer.

## Estadísticas
Actualizado al último partido disputado el 20 de noviembre de 2024.
| Club                              | Div.          | Temporada     | Liga  | Liga  | Copas nacionales | Copas nacionales | Copas internacionales | Copas internacionales | Total | Total |
| Club                              | Div.          | Temporada     | Part. | Goles | Part.            | Goles            | Part.                 | Goles                 | Part. | Goles |
| --------------------------------- | ------------- | ------------- | ----- | ----- | ---------------- | ---------------- | --------------------- | --------------------- | ----- | ----- |
| Newell's Old Boys Argentina       | 1.ª           | 2022          | 1     | 0     | 0                | 0                | —                     | —                     | 1     | 0     |
| Newell's Old Boys Argentina       | 1.ª           | 2023          | 8     | 0     | 0                | 0                | 2                     | 0                     | 10    | 0     |
| Newell's Old Boys Argentina       | 1.ª           | 2024          | 18    | 0     | 1                | 0                | —                     | —                     | 19    | 0     |
| Newell's Old Boys Argentina       | Total club    | Total club    | 27    | 0     | 1                | 0                | 2                     | 0                     | 30    | 0     |
| Philadelphia Union Estados Unidos | 1.ª           | 2025          | 0     | 0     | 0                | 0                | —                     | —                     | 0     | 0     |
| Philadelphia Union Estados Unidos | Total club    | Total club    | 0     | 0     | 0                | 0                | 0                     | 0                     | 0     | 0     |
| Total carrera                     | Total carrera | Total carrera | 27    | 8     | 1                | 0                | 2                     | 0                     | 30    | 0     |

## Vida personal
Nacido en Elortondo, Santa Fe, Glavinocivh posee pasaporte argentino y croata.